# HD 61630
HD 61630，又名BD+14 1721，SAO 97136、HR 2953，是一颗恒星，视星等为6.24，位于銀經205.89，銀緯17.05，其B1900.0坐标为赤經7h 35m 9.7s，赤緯+14° 17.05′ 8″。